# Albert Raffelt
Albert Raffelt (* 22. September 1944 in Groß Tinz an der Lohe, Landkreis Breslau, Provinz Niederschlesien) ist ein deutscher katholischer Theologe und Bibliothekar.

## Leben
Albert Raffelt studierte von 1964 bis 1971 Katholische Theologie an den Universitäten Münster, München und Mainz. Im Anschluss daran arbeitete er von 1971 bis 1977 als wissenschaftlicher Assistent am Lehrstuhl für Dogmatik und Ökumenische Theologie der Theologischen Fakultät der Universität Freiburg und wurde 1978 bei Karl Lehmann mit einer Arbeit zu Maurice Blondel promoviert. Seit 1979 arbeitete er an der Universitätsbibliothek Freiburg als Fachreferent für Philosophie (1979–2000), Theologie (1983–2000) und Musikwissenschaft (2000–2009). Von 1999 bis zur Pensionierung 2009 war er stellvertretender Direktor der Universitätsbibliothek Freiburg. Im Jahr 1981 erhielt er einen Lehrauftrag für Dogmatische Theologie an der Theologischen Fakultät der Universität Freiburg und seit 2000 ist er dort Honorarprofessor für Dogmatische Theologie. Er war von 1981 bis 2018 einer der Organisten der Freiburger Universitätskirche.
Des Weiteren war er im wissenschaftlichen Beirat des Deutschen Tagebucharchivs in Emmendingen aktiv und ist seit 2009 Mitglied des Kuratoriums der Karl-Rahner-Stiftung in München als Nachfolger von Johann Baptist Metz und einer der Herausgeber der Sämtlichen Werke Karl Rahners (32 Bde. in 40 Teilbdn., Freiburg i.Br. : Herder, 1995-2018). 2018 erhielt er – als zweiter nach Karl Kardinal Lehmann 2004 – die Karl-Rahner-Plakette der Karl-Rahner-Stiftung München.

## Veröffentlichungen (Auswahl)
- Spiritualität und Philosophie. Zur Vermittlung geistig-religiöser Erfahrung in Maurice Blondels 'L'Action' (1893). Herder, Freiburg i. Br. 1978 (Freiburger theologische Studien. 110) (Digitalisat) (= Dissertation).
- Proseminar Theologie. Einführung in das wissenschaftliche Arbeiten und in die theologische Buchkunde. Herder, Freiburg i. Br. 1975.
  - 2. Auflage 1977, 3. Auflage 1981, 4. Auflage 1984, 5. Auflage 1992.
  - 6. Auflage: Theologie studieren. Wissenschaftliches Arbeiten und Medienkunde. Herder, Freiburg i. Br. 2003.
  - 7. Auflage und Neuausgabe: Theologie studieren. Einführung ins wissenschaftliche Arbeiten. 7. Aufl., überarb. und erweiterte Neuausgabe. Herder, Freiburg i. Br. 2008.
- mit Hansjürgen Verweyen: Karl Rahner. C.H. Beck, München 1997 (Beck’sche Reihe; 541: Denker).
- mit Karl Lehmann (Hrsg.): Karl Rahner: Rechenschaft des Glaubens: Karl Rahner-Lesebuch. Zürich: Benziger; Freiburg i. Br.: Herder, 1979. – 2. Aufl. 1982. – Neuausgabe: Karl Rahner-Lesebuch 2004. – Aktualisierte Neuausgabe 2014
- mit Karl Lehmann (Hrsg.): Karl Rahner: Praxis des Glaubens: Geistliches Lesebuch. Zürich: Benziger; Freiburg i.Br.: Herder, 1982 - 2. Aufl. 1984 - 3. Aufl. 1985
- (Hrsg.): Karl Rahner: Gebete des Lebens. 1. Aufl. Freiburg i. Br.: Herder, 1984 - 3., erw. Aufl. 1984 - 9. Aufl. 1991. – Verschiedene weitere Ausgaben, zuletzt 2012.
- mit Gertrud Tykiel: Ida Köhne. Werkverzeichnis. Teil 1 bis 5. Oberhausen; Freiburg: Universitätsbibliothek 1992–2005.
- mit Hansjürgen Verweyen (Hrsg.): Maurice Blondel: Der Ausgangspunkt des Philosophierens. Drei Aufsätze. Meiner, Hamburg 1992 (Philosophische Bibliothek. 451).
- Nimm und lies: Gesammelte Beiträge in den Informationen (1980-1994) und im Expressum (1995-2004) der Universitätsbibliothek Freiburg i.Br. / Michael Becht (Hrsg.). – Digitale Publikation. Freiburg: Universitätsbibliothek, 2004. – https://freidok.uni-freiburg.de/data/2203
- mit Peter Reifenberg: Universalgenie Blaise Pascal: Eine Einführung in sein Denken. Würzburg: Echter, 2011.
- mit Karl Lehmann u. a. (Hrsg. und Bandbearbeiter): Karl Rahner: Sämtliche Werke. 32 Bde. in 40 Teilbänden. Freiburg i.Br.: Herder, 1995-2018.
- Register. Freiburg i.Br. : Herder, 2018 (Karl Rahner: Sämtliche Werke ; 32/2).
- (mit Peter Reifenberg und Dorothea Sattler): Vom Geheimnis Gottes und des Menschen. Zwei Mainzer Theologen : Karl Lehmann und Theodor Schneider. Echter, Würzburg 2023, ISBN 978-3-429-05877-7.